# Niżni Żabi Staw Białczański
Niżni Żabi Staw Białczański (słow. Nižné Žabie pleso Bialčanské lub Bielovodské, niem. Unterer Froschsee, węg. Alsó-Békás-tó) – staw położony w środkowych partiach Doliny Żabich Stawów Białczańskich (odnodze Doliny Białej Wody) w słowackiej części Tatr Wysokich. Znajduje się na wysokości 1676 m n.p.m., pomiędzy stokami Żabiej Czuby i Małego Młynarza. Pomiary pracowników TANAP-u z lat 60. XX w. wykazują, że jego powierzchnia to 4,650 ha, wymiary 360 × 185 m, a głębokość ok. 20,2 m. Ze stawu wypływa Żabi Potok Białczański uchodzący do Białej Wody.
Staw znajduje się na obszarze ochrony ścisłej i nie poprowadzono do niego żadnych szlaków turystycznych. Niedaleko znajduje się drugi staw doliny, Wyżni Żabi Staw Białczański.